# Distretto di Ziguan
Il distretto di Ziguan (梓官區S, Zǐguān QūP) è un distretto della municipalità di Kaohsiung, situata a Taiwan.